# Șevcenko (Volodîmîrivka), Domanivka
Șevcenko (în ucraineană Шевченко) este un sat în comuna Volodîmîrivka din raionul Domanivka, regiunea Mîkolaiiv, Ucraina.

## Demografie
Componența lingvistică a localității Șevcenko
     Ucraineană (96,97%)
     Română (3,03%)
Conform recensământului din 2001, majoritatea populației localității Șevcenko era vorbitoare de ucraineană (96,97%), existând în minoritate și vorbitori de română (3,03%).